# Onthophagus gazella
Onthophagus gazella là một loài bọ cánh cứng trong chi Onthophagus,họ Scarabaeidae.

## Hình ảnh

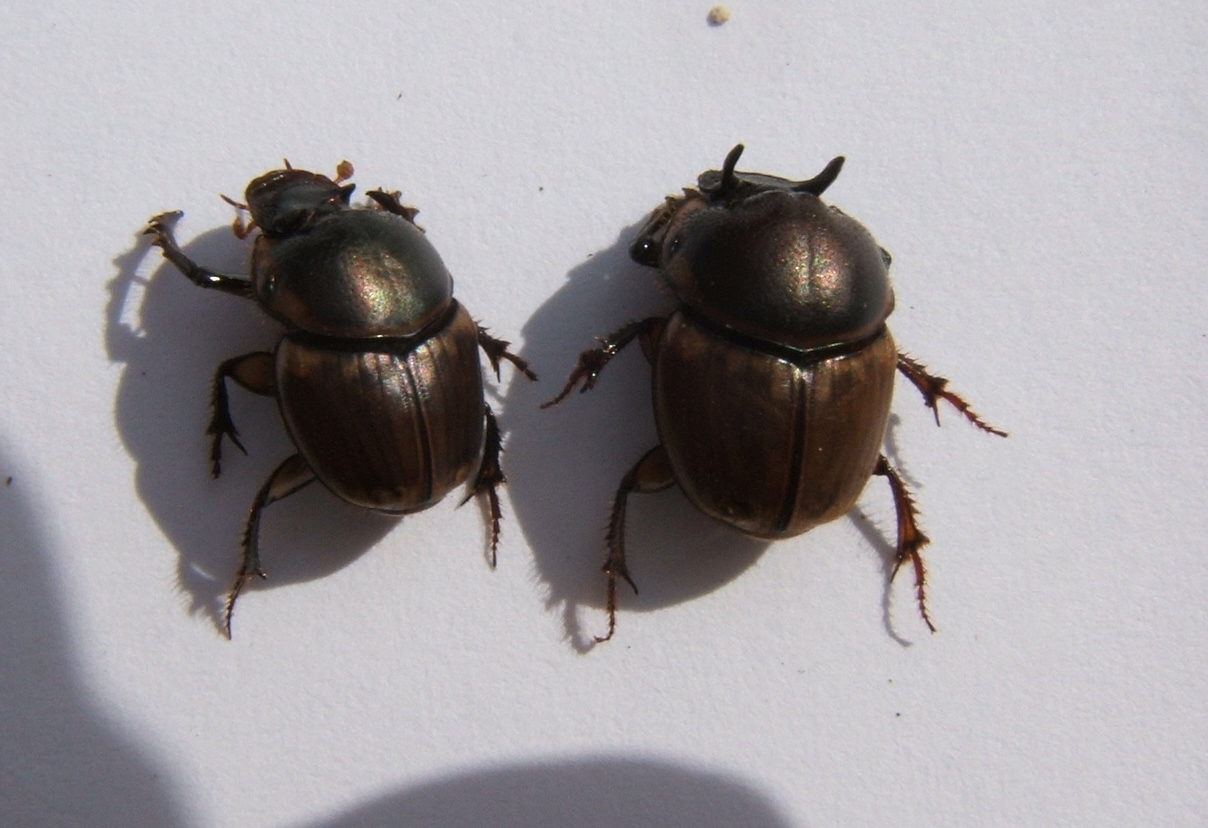
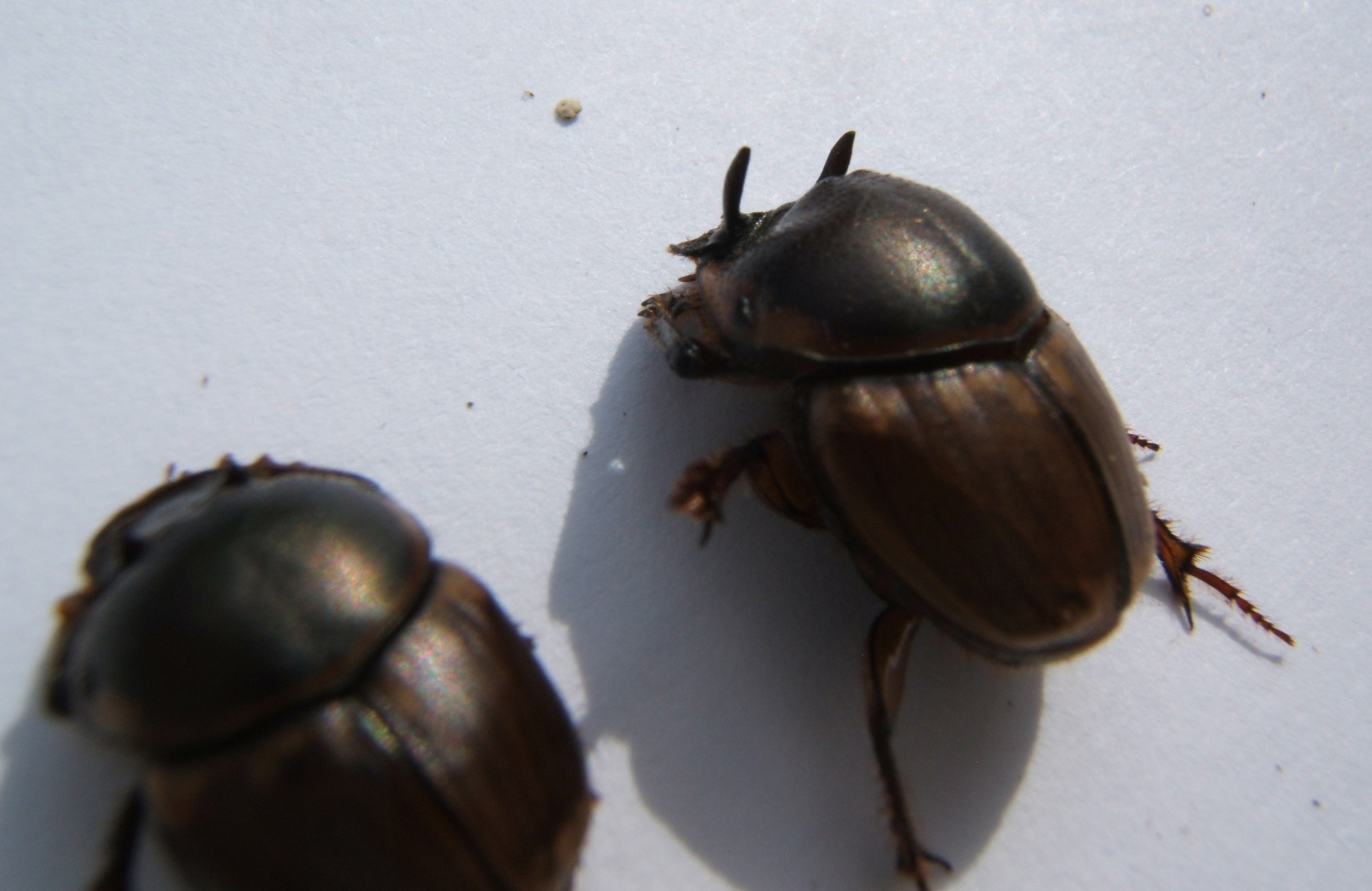